# Maribel Casany
Maribel Casany (Moncada, 1963) es una presentadora de televisión y actriz española.
Estudió arte dramático, interpretación y danza, siendo el teatro su vocación principal y donde más ha desempeñado su carrera, en compañías como la Moma Teatre de Valencia o la Ananda Dansa entre otras.
En los años 90 comienza a trabajar en la recién creada Canal Nou haciendo su debut en producciones, series, y programas como El Show de Joan Monleon. Años más tarde, en 1998, participaría en el programa presentado por Nuria Roca "Fem Tele", basado en el Malalts de tele de TV3, donde ejercía como guionista y copresentadora.
En 2000, dio el salto a la televisión nacional como actriz en la serie El botones Sacarino que emitió Televisión Española. Sin embargo, su trabajo más relevante fue en Telecinco, como reportera principal del programa Nada Personal, presentado por Nuria Roca y Llum Barrera. Allí interpretó un papel de reportera algo alocada e ingenua, que encajaba dentro del estilo del programa. Cuando ese programa fue retirado de la parrilla meses después, trabajó en El Informal donde realizó el mismo papel cubriendo como reportera eventos con presencia de famosos.
En 2002 colaboró con Pedro Piqueras en el magacín matinal de Antena 3 A plena luz y más adelante presentaría un programa a nivel nacional, con los resúmenes de los realities "Gran Hermano VIP" y La casa de tu vida en sus primeras temporadas (2004), ambos en Telecinco. Estos trabajos los compaginó con sus apariciones en varias obras de teatro en la Comunidad Valenciana.
Actualmente trabaja en la Radiotelevisión Valenciana, presentando el programa Remeis al rebost (Remedios en la despensa), un programa sobre remedios naturales que emite Punt 2 desde 2006. También ha participado haciendo cameos en varias series de ese mismo Ente, como Autoindefinits o Les Moreres.

## Curiosidades
- Maribel Casany dio, junto con Fernando Acaso, las campanadas de la Nochevieja de 2001 para Telecinco desde Ronda (Málaga).